# Ben Hur (film 1907)
Ben Hur è un cortometraggio muto del 1907 diretto da Sidney Olcott, Frank Oakes Rose e (non accreditato) Harry T. Morey.
È la prima trasposizione cinematografica del romanzo omonimo di Lew Wallace: sceneggiato da Gene Gauntier, ha come interpreti principali Herman Rottger nel ruolo di Ben Hur e William S. Hart in quello di Messala.

## Trama

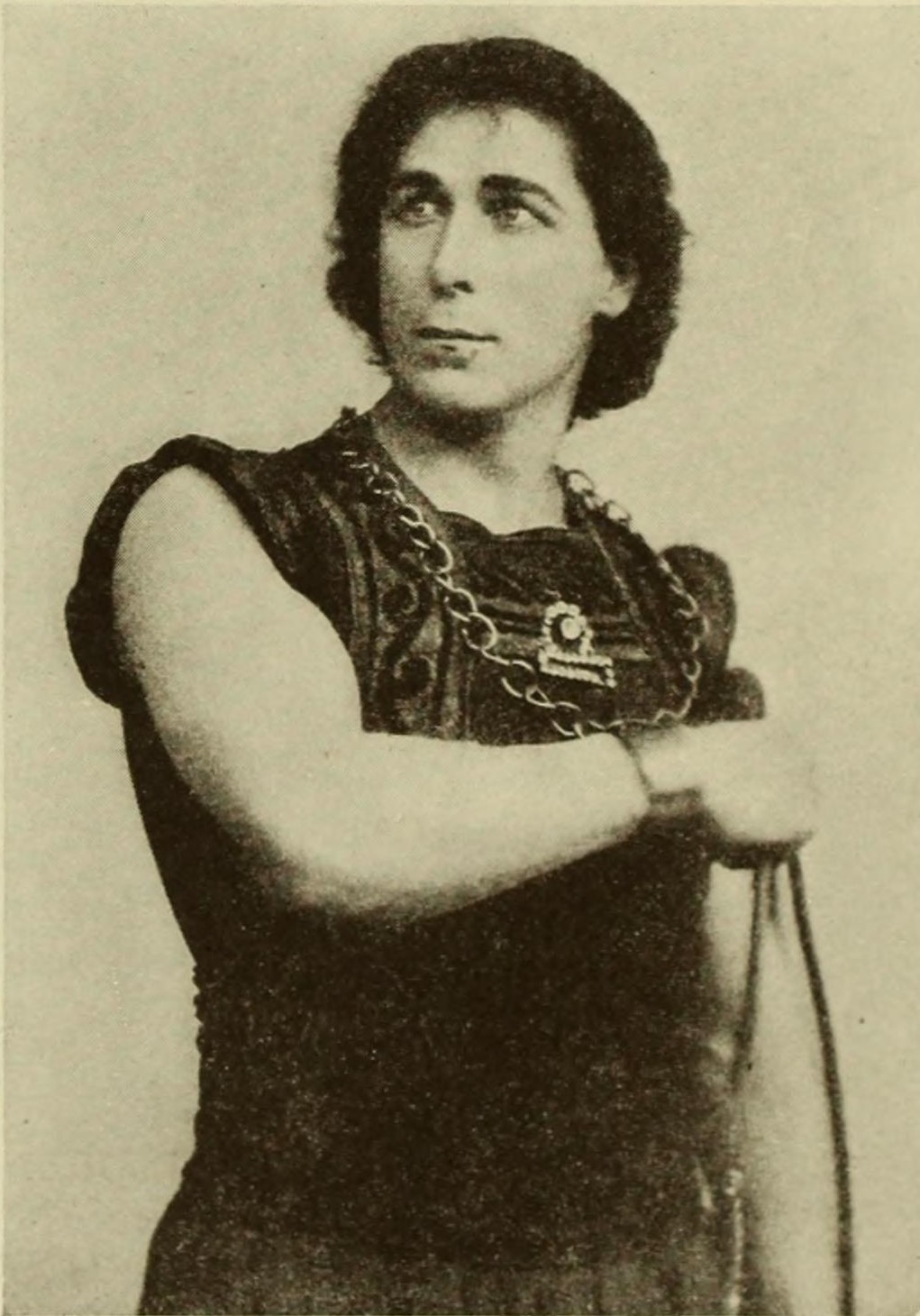
William S. Hart (Messala)

Ben Hur è un giovane principe giudeo che, durante gli anni della nascita di Gesù Cristo, viene ingiustamente condannato come schiavo a lavorare ai remi di una nave della provincia romana. Quando durante un attacco nemico, Ben Hur salva la vita a un console, viene inviato a Roma per partecipare alle corse con la biga.

## Produzione
Con un budget di 500 dollari, il film fu girato in California, a Manhattan Beach e a Sheepshead Bay (Brooklyn), prodotto dalla Kalem Company e sceneggiato da Gene Gauntier, una delle star del cinema muto.

## Distribuzione
Distribuito dalla Kalem, il film uscì nelle sale il 7 dicembre 1907. Nel 2010, fu riversato digitalizzato in DVD, distribuito dalla Grapevine Video.

### Date di uscita
IMDb e Silent Era DVD
- USA 7 dicembre 1907
- USA 2010 DVD

Alias
- Ben Hur Ungheria
- The Chariot Race USA (titolo alternativo)

## Remake
- Ben-Hur - film del 1925 diretto da Fred Niblo
- Ben-Hur - film del 1959 diretto da William Wyler
- Ben-Hur - film del 2016 diretto da Timur Bekmambetov